# 311119 Pacner
311119 Pacner è un asteroide della fascia principale. Scoperto nel 2004, presenta un'orbita caratterizzata da un semiasse maggiore pari a 3,0979847 au e da un'eccentricità di 0,1798856, inclinata di 5,68865° rispetto all'eclittica.